# Права авторов
Права авторов являются частью закона об авторских правах. Термин возник как лексическая калька с французского droit d’auteur (нем. Urheberrecht) и обычно используется по отношению к закону об авторском праве. Права авторов охраняются на международном уровне Бернской конвенции об охране литературных и художественных произведений и других аналогичных договоров. «Автор» используется в очень широком смысле, то же касается композиторов, художников, скульпторов и архитекторов: в целом, автор — это человек, чьё творчество стало ключевым фактором при создании какой-либо работы, а вообще определение довольно широко варьируется в различных странах.
Права авторов делятся на имущественные («экономические») и личные неимущественные («моральные»). Экономические права — права собственности, которые ограничены во времени и могут быть переданы автором другим лицам, так же как и любое другое имущество (хотя многие страны требуют, чтобы передача была в форме письменного договора). Они предназначены для того, чтобы автор или владелец мог легально извлекать финансовую прибыль, а также разрешать воспроизведение своих произведений в любой форме (статья 9 Бернской конвенции). Авторы драматических и музыкальных произведений (пьесы, и т. д.) также имеют право разрешать их публичное исполнение (статья 11 Бернской конвенции).
Защита личных неимущественных прав автора основывается на представлении о том, что творчество является в некотором роде выражением личности автора: следовательно, личные неимущественные права невозможно передать другому лицу, кроме как в форме завещания при условии смерти автора. Моральная защита прав сильно отличается в различных странах, однако все они включают в себя право быть признанным в авторстве произведения и право защиты от любого вида деформации, которая может нанести ущерб собственности, чести и репутации (статья 6-бис Бернской конвенции). Во многих странах личные неимущественные права автора являются бессрочными.

## Личные неимущественные права
Личные неимущественные права неотделимы от личности автора. К их числу относятся:
- право авторства, то есть право признаваться автором произведения, требовать ссылки на автора при его использовании;
- право на имя, то есть право использовать или разрешать использовать произведение под подлинным именем автора, псевдонимом либо без обозначения имени;
- право на обнародование произведения, то есть совершение с согласия автора действия, которое впервые делает произведение доступным для всеобщего сведения (опубликование, публичное исполнение и т. п.);
- право на неприкосновенность произведения, которое означает запрет внесения изменений в само произведение, его название, в обозначение имени автора без его согласия при любом способе его использования; особо подчеркивается недопустимость искажения, способного нанести ущерб чести и достоинству автора.

## Имущественные права
К числу имущественных прав (прав на использование произведения) относятся следующие.
1. Право на воспроизведение, то есть изготовление одного или более экземпляров произведения или его части в любой материальной форме, осуществляется только на основе договора, заключаемого с автором.
Из этого правила законом предусмотрен ряд исключений:
- цитирование с указанием на автора и источник заимствования допускается в научных, критических, полемических и других целях в объёме, оправданном целью цитирования;
- воспроизведение в средствах массовой информации статей по текущим экономическим, политическим, социальным, религиозным вопросам;
- воспроизведение в средствах массовой информации публично произнесенных политических речей, обращений, докладов и др.;
- репродуцирование в единичном экземпляре библиотеками и архивами для восстановления утраченных экземпляров;
- репродуцирование образовательными учреждениями для аудиторных занятий;
- исполнение музыкальных произведений во время официальных и религиозных церемоний, похорон;
- допускается без согласия автора, но с выплатой ему вознаграждения, воспроизведение предмета авторского права в личных целях.

2.	Право распространять экземпляры произведения любым способом (продавать, сдавать в прокат и т. д.).
3.	Право на публичное исполнение произведения.
4.	Право на передачу в эфир.
5.	Право на перевод.
6.	Право на переработку (аранжировку, обработку и т. п.).